# Yotsuba to!
Yotsuba to! (よつばと! Yotsuba to!?) es una obra del mangaka Kiyohiko Azuma (autor del manga y anime Azumanga Daioh), publicado en Japón por ASCII Media Works mensualmente en la revista Dengeki Daioh desde 2003.
Al contrario de Azumanga Daioh, Yotsuba to! no está escrita en 4 viñetas para un periódico y utiliza la página completa para contar la historia.
El título de Yotsubato! ha sido traducido al castellano como ¡Yotsuba!, por Norma Editorial y al inglés como Yotsuba&!, por ADV Manga.
A pesar de su popularidad y del éxito de Azumanga Daioh, no se han anunciado planes para una adaptación al anime de Yotsuba to!. En una entrada publicada en su web el 15 de mayo de 2005, Azuma dijo que no había planes para su animación. El 5 de diciembre de 2008 reiteró esto, argumentando que las historias y el estilo de Yotsuba to! no son adecuados para la animación.
El nombre de la protagonista principal, Yotsuba (四葉), puede ser traducido al español como "cuatro hojas", que forma parte de la frase 四葉のクローバー yotsuba no kurōbā (Trébol de cuatro hojas), haciendo referencia (o quizás por ello), a las cuatro coletas y el color verde que tiene el peinado de Yotsuba.

## Argumento
La trama se centra en las aventuras y travesuras de Yotsuba Koiwai, una niña adoptada de cinco años de edad, que es enérgica, alegre, curiosa, rara y peculiar. Además, no conoce cosas que cualquier niña de su edad debería saber, como los timbres y los columpios. Todo comienza cuando se muda junto a su padre a una nueva casa y crea amistad con la familia Ayase, sus nuevos vecinos, compuesta por tres hermanas que viven con su madre y su padre quien usualmente viaja.

## Personajes
- Yotsuba Koiwai (小岩井よつば Koiwai Yotsuba?)/"Yotsuba" (よつば Yotsuba?)

Es la protagonista del manga, una pequeña de cinco años que, por motivos desconocidos no conoce nada del mundo moderno como los teléfonos. Su nombre significa "trébol de cuatro hojas" representado en su cabello de color verde y atado con cuatro coletas.
Es hiperactiva, animada y curiosa lo que hace de su vida una aventura. Otra característica notable es que es sociable por naturaleza, adora conocer gente nueva. Sufre oftalmofobia, pero solo frente a cosas que posean ojos redondos y saltones, como los búhos, estatuas Devas o espantapájaros, los que le producen verdaderos ataques de pánico.
Solo vive con Yousuke Koiwai, su padre adoptivo, al cual adora con el alma. Previamente vivían con los padres de él en otro país. No es mucho lo que se sabe sobre su origen, excepto que Yousuke la encontró en el extranjero y posteriormente la adoptó, pero él mismo no profundiza demasiado al respecto, aun Yotsuba es muy vaga a la hora de hablar de su origen o procedencia; lo mejor que han logrado las hermanas Ayase al preguntarle de donde viene fue que indicara en una dirección y dijera: "Derecho, caminando en esa dirección por muuuucho tiempo".
En ocasiones actúa de forma misteriosa, como con el encuentro con Duralumin su oso de peluche, el cual comprara en una tienda, pero que buscó dirigiéndose directamente a él aun cuando ni la vendedora sabía de su existencia y que estaba en una posición como si la esperase, de igual manera este juguete es sobrenaturalmente inquietante y hay veces que se ha puesto de pie al caer o vocaliza sonidos que su mecanismo no debería hacer.
Yotsuba tiende a ser muy directa y dice todo lo que piensa, hiriendo sin querer los sentimientos del resto en algunas ocasiones. Suele pasar mucho tiempo con Fuuka a pesar de que es mayor que ella.
- Yousuke Koiwai (小岩井葉介 Koiwai Yousuke?) / "Papá" (とーちゃん tō-chan?)

Es el padre adoptivo de Yotsuba. No aparenta mucha edad rondando la treintena, es poco atento y muy animado. Tiende a hacer locuras que pocos comprenden, pero es más que nada para entretener a su hija. Trabaja en casa como traductor de textos escritos. Es común verlo andar en ropa interior por su casa, aún en frente de su círculo de amigos, donde el más cercano es Jambo.
Encontró a Yotsuba en el extranjero y decidió criarla como su hija ya que según sus propias palabras "Antes de darme cuenta no se separaba de mi". Con ella es muy amable y cariñoso, consintiendo casi todos sus caprichos. No es una persona que pierda fácilmente la calma, pero su hija lo ha logrado en algunas ocasiones.
- Asagi Ayase (綾瀬あさぎ Ayase Asagi?)

Es la mayor de las hermanas Ayase y la más atractiva entre ellas. Es una estudiante universitaria muy alocada, de cabello largo y una figura agraciada. No es común verla estudiando, ya que por lo general duerme hasta tarde, sale con sus amigos o sino está de viaje. Le gusta molestar a Fuuka, podría decirse que es de las pocas cosas que la divierten. Le encanta pasar tiempo con Yotsuba y se comporta como una suerte de madre y hermana mayor de la niña. Su madre asegura que ella es igual a Yotsuba cuando era pequeña.
- Fuuka Ayase (綾瀬風香 Ayase Fūka?)

Segunda hermana con 16 años. Es estudiante de secundaria y vicepresidenta del consejo de alumnos en su escuela. Es muy responsable en todo, desde los estudios hasta las tareas de la casa. Por lo general, usa remeras que no gustan a todo el mundo por sus estampados o frases extrañas pero es más común verla con el uniforme escolar. Como toda adolescente de su edad, esta bastante preocupada por su físico, algo con lo que Asagi le hace mucha burla. Otra parte de su cuerpo que le molesta son sus cejas gruesas, pero luego de que el Señor Koiwai dijo que se veían lindas decidió no depilarlas (en general los halagos del padre de Yotsuba son muy significativos para ella). Pasa gran parte de su tiempo libre con Yotsuba, siendo una de sus compañeras favoritas ya que junto a Fuuka puede salir a lugares donde sola no le está permitido.
- Ena Ayase (綾瀬恵那 Ayase Ena?)

Es la menor de las hermanas y la más normal a pesar de su edad. Es muy inteligente, madura, respetuosa y preocupada por el medio ambiente, podría decirse que es muy parecida a Fuuka. Adora las muñecas y los osos de peluche, por lo que es común que se moleste con sus amigas o hermanas cuando los maltratan o con Yotsuba cuando les pone nombres extraños. Es la primera que conoce a Yotsuba y a pesar de que su primera impresión fue la de una niña rara ahora es quien la acompaña a todos lados y le enseña nuevas cosas.
- Sra. Ayase (綾瀬家の母 Ayase-ke no Haha?)/"Mamá" (かーちゃん Kā-chan?)

Es la madre de las hermanas Ayase. Adora a Yotsuba a pesar de los desastres que hace en su casa ya que le hace recordar a su hija Asagi cuando era pequeña. Como Yotsuba no tiene madre, deja que la llame "Mamá" como si también fuera parte de su familia.
- Sr. Ayase (綾瀬家の父 Ayase-ke no Chichi?)

En un principio se dio a entender que estaba muerto (Ya que no estaba presente y las bromas entre Asagi y su madre) pero en realidad solo esta de viaje de trabajo, esto hace que no tenga mucho protagonismo. Es un hombre apacible, su hija favorita es Fuuka como demuestra al ser el único que se ríe de sus bromas y ya que la única vez que se le vio alterado fue cuando Fuuka estaba triste, al saber la razón, exclamo alterado no permitiré que nadie rompa tu corazón sorprendiendo a todas.
- Takashi Takeda (竹田隆 Takeda Takashi?)/"Jambo" (ジャンボ Janbo?)

Es el mejor amigo de Koiwai e igual de excéntrico que él, Yotsuba suele llamarlos Jumbo al no poder pronunciar correctamente su apodo. Tiene una altura increíble que hace que resalte bastante, siempre viste sandalias, pantaloncillos y camisa hawaiana que lo hacen aún más llamativo. Cuando esta nervioso suele gritar y decir incoherencias, sosteniendo que esto es porque sus ancestros eran jirafas, justificando así también su estatura. Conocía a Yotsuba desde antes de que se mudara a la ciudad, lo que da a entender que visitaba en el extranjero a la familia Koiwai. Está enamorado de Asagi y suele molestar a Fuuka. Tiene una florería en el centro que montó con su padre.
- Miura Hayasaka (早坂みうら Hayasaka Miura?)

Es una chica linda, amiga de Ena, de apariencia algo varonil y muy madura para su edad. Fue la creadora del clásico personaje del mundo japonés Danbo y también es la que usa el disfraz. Quiere mucho a Yotsuba aunque no lo demuestra y se lleva muy bien con Jambo. Yotsuba tiene una alta opinión de ella ya que siempre hay cosas y objetos alrededor de Miura que la sorprenden como zapatillas con ruedas incluidas, el ascensor que la lleva a su departamento o el citófono de su edificio.
- Torako (虎子?)

La mejor amiga de Asagi es de carácter tranquilo y refleja seriedad. Se la pasa tomando fotografías, sobre todo a Yotsuba. Ésta la ve como una persona interesante y llena de novedades, ya que posee auto propio, una bicicleta desmontable y es fumadora, aunque desde que conoció a la pequeña Koiwai parece haber dejado el hábito (al menos en presencia de la niña). Yotsuba suele llamarla "Señorita Tigre" (Tora significa tigre en japonés)
- Yasuda (安田?)/"Yanda" (ヤンダ?)

Es otro amigo del Señor Koiwai y antiguo kouhai del tiempo en que estudiaban. También es amigo de Jambo y de la madre de Yousuke. Actualmente trabaja como oficinista y por cuestiones de horario prefiere llevar su comida a la casa Koiwai para prepararla y almorzar allí. Es bastante imprudente y no es del agrado de Yotsuba, con la cual se comporta como un niño pequeño y suele molestarla. Es la única persona con quien la niña pierde su alegre tranquilidad e invariablemente se enfurece hasta perder el control. Aunque en el fondo no le agrade reconocelo, se ha encariñado y se preocupa por ella. Es amante del ramen instantáneo.
- Koharuko Koiwai

Es una mujer muy atractiva, hermana menor de Yousuke y por tanto la tía de Yotsuba. Vive en Tokio, aunque conoce a Yotsuba desde antes, y se desvive por atenderla y consentirla al punto de planear casi obsesivamente qué cosa alegrará más a su sobrina. A diferencia de su hermano es una persona seria, aunque también es agradable y divertida. Apareció en el episodio 97, tiene un automóvil Mini Cooper descapotable.

## Recepción
Yotsuba to! no está dibujado en los 4-koma verticales de otras series más antiguas de Azuma, como Azumanga Daioh, sino en formato de página completa, dándole más libertad artística. El trabajo de Azuma en Yotsuba&! ha sido destacado por su arte limpio, fondos detallados, y caras expresivas. Azuma también es alabado por su tono alegre, forma de contar la historia, comedia y personajes excéntricos pero realistas, especialmente Yotsuba.
The Comics Reporter describió la serie como que "se lee como una carta de amor a la forma en que los niños pueden ser en la edad de 2-5 años", y un crítico de Anime News Network comparó la habilidad de Azuma de capturar "la maravilla de la infancia" a Bill Watterson en Calvin y Hobbes. Manga: The Complete Guide la describió como "un manga ligero y que te hace sentir bien, igual que un día de verano interminable." Nicholas Penedo, de Animeland, dijo que "con Yotsuba, nos encontramos sumergidos en el maravilloso mundo de la infancia", hablando de la edición francesa del Volumen 8, "un gran manga para niños y adultos." BD Gest alabó la habilidad de Azuma de crear personajes secundarios diversos, "immediatamente reconocibles". Sin embargo, Azuma ha sido criticado por crear personajes que son "demasiado limpios y demasiado funcionales," por emplear demasiadas expresiones y reacciones y por alargar excesivamente los chistes.
Hubo una exposición de ilustraciones de Yotsuba to! en la Galería de Arte Fantástico en Tokio entre el 2 y el 17 de diciembre de 2006. El artículo principal de la edición de mayo de 2009 de la revista de diseño japonesa Idea era un estudio de Yotsuba to!, centrándose en el diseño del libro, la distribución de las viñetas y como se manejaron las ediciones traducidas.

### Premios
Yotsuba to! recibió el Premio Excellence en la categoría de Manga en el Japan Media Arts Festival de 2006, donde el jurado alabó a los personajes vívidos y al ambiente suave. En 2008, el manga fue nominado para el Premio Cultural Tezuka Osamu, y también en la 
categoría de "Mejor Publicación Infantil" del Premio Eisner, pero no ganó ninguno de los dos premios. El mismo año quedó en segunda posición en el primer Manga Taishō anual.
Finalmente, en el año 2016 Kiyohiko Azuma fue condecorado, junto con su colega Kei Ichinoseki (Hanagami Sharaku), con el "Gran Premio" en la 20.ª edición del Premio Cultural Tezuka Osamu.

### Ventas
En Amazon.co.jp, el volumen 6 fue el tercer cómic más vendido de Japón durante la primera mitad de 2007 y el volumen 8 fue el segundo manga mejor vendido de 2008. Los volúmenes 7 y 8 alcanzaron la segunda posición en las listas de manga Tohan la semana que debutaron. El volumen 8 vendió 452.793 copias en 2008, lo que hizo que fuera uno de los 50 manga mejor vendidos del año según las listas de Oricon.
El Volumen 6 de la traducción inglesa alcanzó la tercera posición en la lista de manga más vendidos de Estados Unidos del New York Times, y se mantuvo en la lista durante cuatro semanas. El Volumen 8 debutó en segunda posición en la lista de manga mejor vendido.